# Saint-Maixent-l'École
 Saint-Maixent-l'École  es una población y comuna francesa, situada en la región de Poitou-Charentes, departamento de Deux-Sèvres, en el distrito de Niort. Es el chef-lieu de dos cantones: Saint-Maixent-l'École-1 y 2.

## Demografía
| 7609 | 7706 | 7973 | 7515 | 6893 | 6602 |
| Para los censos de 1962 a 1999 la población legal corresponde a la población sin duplicidades (Fuente: INSEE [Consultar]) |      |      |      |      |      |

## Personajes vinculados
- Pierre Philippe Denfert-Rochereau, militar francés conocido como El León de Belfort, por su defensa de dicha plaza durante la Guerra Franco-Prusiana.